# Función de Gudermann

La función de Gudermann con sus asíntotas y = ±π/2 marcadas en azul.

La función de Gudermann, llamada así en honor a Christoph Gudermann (1798–1852), relaciona las funciones trigonométicas y funciones hiperbólicas sin usar números complejos.
Es definida mediante la integral
{\displaystyle {\begin{aligned}{\rm {gd}}\,x&=\int _{0}^{x}{\frac {dt}{\cosh t}}\\&=\arcsin \left(\tanh x\right)={\mbox{arctan}}\left(\sinh x\right)\\&=2\arctan \left[\tanh \left({\tfrac {1}{2}}x\right)\right]=2\arctan(e^{x})-{\tfrac {1}{2}}\pi .\end{aligned}}\,\!}
Algunas fórmulas no funcionan completamente como definiciones. Por ejemplo, para un número real x, {\displaystyle \arccos {\mbox{sech}}\,x=\vert {\mbox{gd}}\,x\vert =\operatorname {arcsec}(\cosh x)}. (Ver funciones trigonométricas inversas.)
Las siguientes identidades se cumplen:
{\displaystyle {\begin{aligned}{\color {white}{\dot {\color {black}\operatorname {sen} {\mbox{gd}}\,x}}}&=\tanh x;\quad \csc {\mbox{gd}}\,x=\coth x;\\\cos {\mbox{gd}}\,x&={\mbox{sech}}\,x;\quad \,\sec {\mbox{gd}}\,x=\cosh x;\\\tan {\mbox{gd}}\,x&=\sinh x;\quad \,\cot {\mbox{gd}}\,x={\mbox{csch}}\,x;\\{}_{\color {white}.}\tan {\tfrac {1}{2}}{\mbox{gd}}\,x&=\tanh {\tfrac {1}{2}}x.\end{aligned}}\,\!}

La función inversa de Gudermann.

La inversa de la función de Gudermann, la cual está definida en el intervalo −π/2 < x < π/2, está dada por
{\displaystyle {\begin{aligned}\operatorname {gd} ^{-1}\,x&=\int _{0}^{x}{\frac {dt}{\cos t}}\\&=\ln \left|{\frac {1+\operatorname {sen} x}{\cos x}}\right|={\tfrac {1}{2}}\ln \left|{\frac {1+\operatorname {sen} x}{1-\operatorname {sen} x}}\right|\\&=\ln \left|\tan x+\sec x\right|=\ln \left|\tan \left({\tfrac {1}{4}}\pi +{\tfrac {1}{2}}x\right)\right|\\&={\mbox{artanh}}\,(\operatorname {sen} x)={\mbox{arsinh}}\,(\tan x).\end{aligned}}}
(Ver funciones hiperbólicas inversas.)
Las derivadas de la función de Gudermann y su inversa son
{\displaystyle {\frac {d}{dx}}\;{\mbox{gd}}\,x={\mbox{sech}}\,x;\quad {\frac {d}{dx}}\;\operatorname {gd} ^{-1}\,x=\sec x.}
La expresión 
{\displaystyle {\tfrac {1}{2}}\pi -{\mbox{gd}}\,x}
define la función de ángulo de paralelismo en geometría hiperbólica.

## Historia
La función fue introducida por Johann Heinrich Lambert sobre la época de 1760 al mismo tiempo que las funciones hiperbólicas. Él la llamó «ángulo trascendente», y pasó por varios nombres hasta que en 1862 Arthur Cayley sugirió que esta tomara su actual nombre como tributo al trabajo de Gudermann en los años de 1830 sobre la teoría de funciones especiales. Gudermann publicó artículos en el Crelle's Journal que fueron recopilados en Theorie der potenzial- oder cyklisch-hyperbolischen functionen (1833), un libro el cual expone sinh y cosh a la audiencia general (bajo el aspecto de {\displaystyle {\mathfrak {Sin}}} y {\displaystyle {\mathfrak {Cos}}}).
La notación gd aparece por primera vez en la página 19 del Philosophical Magazine, vol. XXIV, donde Cayley comienza por llamarla gd. u a la inversa de la función
{\displaystyle u=\int _{0}^{\phi }\sec t\,dt=\ln \tan \left({\tfrac {1}{4}}\pi +{\tfrac {1}{2}}\phi \right)}
y luego obtiene "la definición" del trascendente:
{\displaystyle \operatorname {gd} \,u={\tfrac {1}{i}}\ln \tan \left({\tfrac {1}{4}}\pi +{\tfrac {1}{2}}ui\right)}
observando inmediatamente que ésta es una función real de u.

## Aplicaciones
La función de Gudermann tiene varias aplicaciones.
El Gudermanniano de una distancia de latitud (dado Norte/Sur) desde el ecuador de una proyección de Mercator es su longitud de arco.
La función de Gudermann aparece en una solución no periódica del péndulo invertido.